# UB-116号潜艇
陛下之UB-116号艇是德意志帝国海军于第一次世界大战期间建造的其中一艘UB-III型近岸潜艇或称U艇。它由汉堡的布洛姆与福斯船厂承建，于1917年11月4日新船下水，至1918年5月24日交付使用。其全长55.3米，水面及水下排水量分别为519吨和649吨，艇载武器则包括五具500毫米鱼雷发射管以及一门105毫米口径甲板炮。UB-116号入役后曾相继被部署至佛兰德区舰队和第三区舰队，并参与了大西洋潜艇战。但在四次巡逻期间，该艇未能击沉任何船舶。1918年10月28日，UB-116号为执行终极作战行动而向斯卡帕湾的英国海军基地发起攻击，最终遭敌方的遥控水雷炸沉，艇内37名官兵全数阵亡。

## 设计
UB-116号是汉堡布洛姆与福斯船厂承建的第三批次（UB-103至UB-117号）UB-III型潜艇之一，由德意志帝国海军潜艇监察局于1917年2月8日订购，至同年11月4日下水。其全长55.30米，舷宽5.80米。艇体采用双壳体结构，水面及水下排水量分别为519吨和649吨，浮起时的吃水深度为3.70米。由于无需像UC-II型艇那样提供水雷布设装置，设计工程师对潜艇舷弧进行了优化，增大了司令塔体积，配备两具潜望镜，司令塔与控制室之间增加一道水密舱壁。这些改进显著提高了潜艇的水下机动性和生存力。为了达到更高的航速，UB-116号采用两台猛狮-伏尔铿六缸四冲程550匹公制馬力（405千瓦特）柴油机用于水面运行，以及两台394匹公制馬力（290千瓦特）的AEG电动发电机用于水下航行；水面最高航速13.3節（24.6每小時），水下7.5節（13.9每小時）；能够在水面以6節（11每小時）航速续航7,420海里（13,740），或以4節（7.4每小時）连续在水下航行55海里（102）而无需充电。
UB-116号的主武器为五具500毫米艇艏鱼雷发射管，其中艇艏四具采用层叠式布局分居两侧、艇艉一具，并可搭载合共10枚G6型鱼雷。辅助武器则是一门105毫米45倍径速射炮。其标准船员编制为3名军官加31名水兵。

## 服役历史
1918年5月28日，UB-116号在前UB-10和UC-17号艇长、经验丰富的海军中尉埃里希·斯特凡的指挥下正式入役，随即展开海试。完成海试后，该艇独力巡逻抵达比利时，于8月15日加入佛兰德区舰队，并参与了大西洋潜艇战。但在四次巡逻期间，该艇未能击沉任何船舶。至10月初，随着德军从西线撤退，佛兰德基地遭废弃，该艇被转移回德国，并于10月4日编入第三区舰队，艇长亦更换为汉斯·约阿希姆·埃姆斯曼中尉。
在战争最后绝望的日子里，德国海战指挥部策划了一场徒劳的终极作战行动，企图避免战败，或至少能增加和谈的砝码。10月20日，德国人同意了协约国提出的停止袭击商船的要求，并将潜艇悉数撤回基地。然而，这并不包括攻击军舰——德国海战指挥部长、海军上将赖因哈德·舍尔计划与英国人展开最后的“盛会”，以减轻失败的痛苦。他的设想是将英国大舰队从斯卡帕湾的基地引诱出来，继而重演日德兰海战那般势均力敌的对决。其中，UB-116号将独自前往斯卡帕湾锚地，它的任务是穿越湾区复杂的防御并尽可能多地击沉敌舰，而不顾任何涉及到船员或潜艇本身的风险。
不幸的是，德国的情报部门所收集到的情报存在重大漏洞，他们没有意识到大舰队已大多被分散至其他港口。即便该阴谋能成功地将潜艇部署至斯卡帕湾内，也不会有太多舰艇可以被击沉。另一方面，当埃姆斯曼接到这项秘密任务时，他被告知通过霍萨海峡进入斯卡帕锚地的南部入口相对来说防御薄弱：那里既没有防潜网，也没有水雷。事实证明，这是个灾难性的错误。霍萨海峡已经铺设了水雷阵，这些水雷是从岸上控制，可通过电力引爆。更糟糕的是，海床上设有探测器回路，当任何船只穿过它们的磁强计产生电流时，这些回路就会被激活。最后，英国人还有水听器助阵，可以接收到任何靠近的船只或潜艇的引擎噪音。
1918年10月25日，装载了11枚鱼雷的UB-116号从黑尔戈兰岛启程，前往斯卡帕湾。28日傍晚20:21，设于弗洛塔岛的水听器首次检测到了潜艇引擎的声响。由于预计不是友舰，所以探测器回路被打开，英国人坐等事态的进展。直至夜里23:30，当他在潜望镜深度确认方位时，潜艇才被瞭望台发现。当他指示潜艇缓慢驶向斯卡帕湾的入口时，其磁场激活了水雷，岸上的英国人按下了引爆按钮。UB-116号当场被炸成碎片，艇内37名官兵全数阵亡，剩下的残骸迅速沉入海底，只在海面上留下一小片油污。翌日，海面上继续冒出油渍和气泡，英国武装拖网船遂向沉没的潜艇投掷了一系列深水炸弹，完成最后一击。随着战争于不足两周后便结束，UB-116号就此成为一战期间最后一艘被击沉的德国U艇，同时也是第一艘被海岸控制的雷区击沉的潜艇。
UB-116号的残骸一直保持原状，直至一家金属企业于1968年买断其打捞权。到这个时候，残骸已经恶化到无法抬起的程度，因此打捞者使用炸药来分解潜艇，使得部分金属能够被打捞上岸。破碎散落的残骸位于潘希湾河口附近的58°50′N 3°4′W / 58.833°N 3.067°W处，深度约为26米。被撕裂的金属和弯曲的管道缠绕成一团，已无法辨认出潜艇的痕迹。

## 脚注
1. ↑  Rössler，第66頁.
2. 1 2  Helgason, Guðmundur. . German and Austrian U-boats of World War I - Kaiserliche Marine - Uboat.net.   [2022-06-09].
3. 1 2 3 4  Gröner 1991，第25-30頁.
4. 1 2  Helgason, Guðmundur. . German and Austrian U-boats of World War I - Kaiserliche Marine - Uboat.net.   [2015-03-10].
5. 1 2  Helgason, Guðmundur. . German and Austrian U-boats of World War I - Kaiserliche Marine - Uboat.net.   [2015-03-10].
6. ↑  陈进，第239頁.
7. 1 2 3  . Submerged.   [2022-06-09]. （原始内容存档于2021-09-19）.
8. ↑  . scapaflowwrecks.com.   [2016-01-22]. （原始内容存档于2020-02-16）.
9. ↑  . coussell.net.   [2016-01-22]. （原始内容存档于2021-05-16）.
10. ↑  . Denkmalprojekt.   [22 January 2016]. （原始内容存档于2018-09-01）.
11. 1 2  . Scottish Shipwrecks.   [2022-06-09]. （原始内容存档于2021-06-15）.